# Liste der Baudenkmäler in Kirchheim in Schwaben

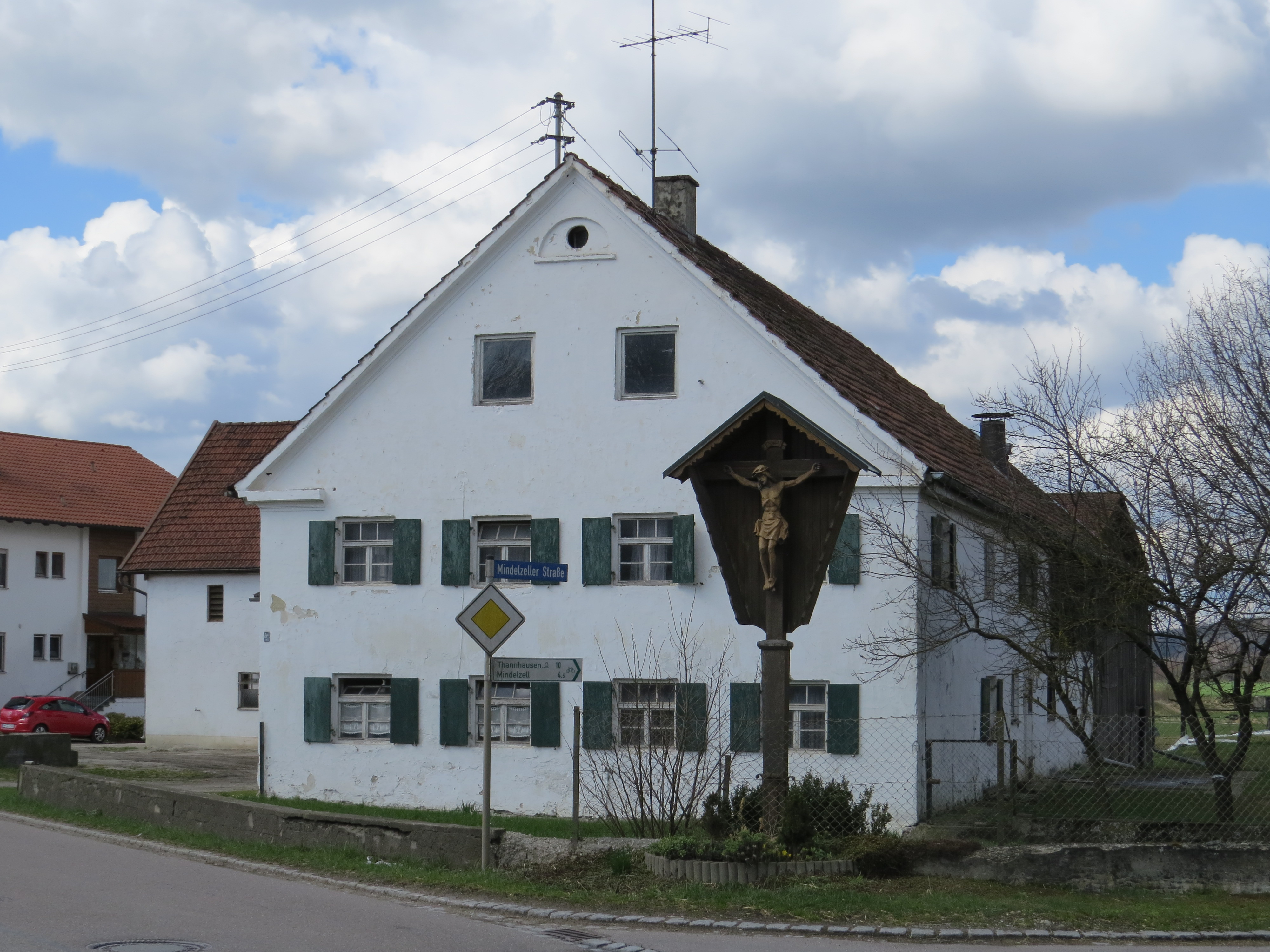
Ländliches Kleinod in Tiefenried

Auf dieser Seite sind die Baudenkmäler in dem schwäbischen Markt Kirchheim in Schwaben zusammengestellt. Diese Tabelle ist eine Teilliste der Liste der Baudenkmäler in Bayern. Grundlage ist die Bayerische Denkmalliste, die auf Basis des Bayerischen Denkmalschutzgesetzes vom 1. Oktober 1973 erstmals erstellt wurde und seither durch das Bayerische Landesamt für Denkmalpflege geführt wird. Die folgenden Angaben ersetzen nicht die rechtsverbindliche Auskunft der Denkmalschutzbehörde.

## Ensemble

### Ensemble Schloss und Marktplatz
Das Ensemble umfasst das Fuggerschloss mit Gartenanlagen, Pfarrkirche und die engere Bebauung des Marktplatzes. Die Herrschaft Kirchheim, im Mittelalter Besitz der Ritter von Freiberg, später der von Hürnheim, wurde 1551 von Anton Fugger erworben. Neben dem Ausbau des Territoriums gestaltete Hans Fugger ab 1578 den Sitz der Herrschaft neu. Der stattliche Renaissancebau des Schlosses wurde anstelle der alten Burg, hoch über dem Mindel- und Flossachtal errichtet, die spätgotische Pfarrkirche gleichzeitig erweitert und – vergleichbar Babenhausen – in die Schlossanlage einbezogen. Durch den Erwerb einiger Häuser wurde ab 1582 die planmäßige Anlage eines Platzes vor dem Schloss möglich. Der ehem. Pfarrhof, der ehem. Gasthof Adler, die Domänenkanzlei und der ehem. Zehentstadel bilden in Trauf- und Giebelstellungen die stattlichen Flügel der längsrechteckigen Platzanlage, die nach Westen zum Hang hin durch die Errichtung eines Dominikanerklosters – 1620 unter Johann Fugger – geschlossen wurde. In den 1920er Jahren hat man den Marktplatz im Nordwesten erweitert. Zum Schloss hin distanziert eine Mauer den Platz.
Aktennummer E-7-78-158-1

## Baudenkmäler nach Ortsteilen

### Kirchheim
| Lage                                                            | Objekt                                               | Beschreibung | Akten-Nr.              | Bild                                                 |
| --------------------------------------------------------------- | ---------------------------------------------------- | --- | ---------------------- | ---------------------------------------------------- |
| Bahnhofstraße 1 (Standort)                                      | Katholische Pfarrkirche St. Petrus und Paulus        | Dreischiffige Basilika mit flachgedecktem Langhaus und eingezogenem Chor unter Stichkappentonne, nördlich Turm mit Schweifhaube und Treppenturm mit Zwiebelhaube, Chor und Turmunterbau spätgotisch, Neubau durch Jakob Eschay 1580–83, Erweiterung durch Johann Merk 1744, Erweiterung durch Kaspar Radmiller 1752/53, im 19. Jahrhundert und 1954/55 verändert; mit Ausstattung; vergleiche Ensemble Schloss und Marktplatz | D-7-78-158-1           | weitere Bilder                                       |
| Bahnhofstraße 3 (Standort)                                      | Ehemaliges Dominikanerkloster jetzt Pfarrhof         | Ein- beziehungsweise zweigeschossiger Zweiflügelbau mit Walmdach, 1620, Umgestaltung wohl durch Michael Stiller um 1720; mit Ausstattung; vergleiche Ensemble Schloss und Marktplatz | D-7-78-158-3 Wikidata  | weitere Bilder                                       |
| Bahnhofstraße 33 (Standort)                                     | Wegkapelle, sogenannte Schauferkapelle               | querrechteckig umrissen gemauertes, verputztes Gehäuse mit Satteldach und Korbbogennische, 18. Jahrhundert | D-7-78-158-34          | BW                                                   |
| Friedhofstraße 2 (Standort)                                     | Ehemalige Schießstätte                               | Zweigeschossiger Walmdachbau mit profiliertem Traufgesims, 18. Jahrhundert | D-7-78-158-6 Wikidata  | weitere Bilder                                       |
| Fuggerstraße 6 (Standort)                                       | Ehemaliges Amtsgebäude und Wohnhaus                  | Zweigeschossiger, giebelständiger Satteldachbau, wohl 18. Jahrhundert, im 19. Jahrhundert verändert; Geburtshaus von Thomas Ziegler (1770 bis 1852), Bischof von Tyniec und Linz | D-7-78-158-7 Wikidata  | weitere Bilder                                       |
| Haselbacher Straße 10 (Standort)                                | Katholische Kapelle St. Leonhard                     | Ehemalige Friedhofskapelle, flachgedeckter Saalbau mit dreiseitigem Schluss und Dachreiter, wohl Anfang 17. Jahrhundert; mit Ausstattung | D-7-78-158-8 Wikidata  | weitere Bilder                                       |
| Hauptstraße (an der Einmündung der Raiffeisenstraße) (Standort) | Denkmal - Heiliger Johannes von Nepomuk              | Sandstein, Mitte 18. Jahrhundert | D-7-78-158-11 Wikidata | weitere Bilder                                       |
| Hauptstraße 33 (Standort)                                       | Wohnhaus                                             | Zweigeschossiger Walmdachbau mit spätklassizistischem Fassadendekor, 1906 | D-7-78-158-9 Wikidata  | weitere Bilder                                       |
| Hauptstraße 39 (Standort)                                       | Katholische Englisch-Gruß-Kapelle                    | Saalbau mit dreiseitigem Schluss und Dachreiter, von der Gemahlin Markus Fuggers gestiftete, 1605, Veränderungen 1711 und 1719; mit Ausstattung; ehemaliges Mesnerhaus, zweigeschossiger Satteldachbau mit Kastengesims; nordwestlich an die Kapelle angebaut | D-7-78-158-10 Wikidata | weitere Bilder                                       |
| Marktplatz (Standort)                                           | Denkmal, Heiliger Johannes von Nepomuk               | Muschelkalk, 1740 errichtet | D-7-78-158-17 Wikidata | weitere Bilder                                       |
| Marktplatz 1, 2 (Standort)                                      | Schloss                                              | Drei- beziehungsweise. viergeschossige unregelmäßige Dreiflügelanlage mit Ecktürmen und Schweifgiebeln, von Jakob Eschay, 1578–82, Veränderungen 1598, um 1720, 1760/70 und 1852; mit Ausstattung; Schlossgarten, 1584/86 angelegt; Einfriedung, Ziegelmauer mit zwei Eckrondellen und zwei zylindrischen Türmen, im Kern 16. Jahrhundert; Nebengebäude, Satteldachbauten, 19. Jahrhundert; vergleiche Ensemble               | D-7-78-158-12 Wikidata | weitere Bilder                                       |
| Marktplatz 3 (Standort)                                         | Ehemaliger Zehentstadel                              | Bis 2018 Gasthaus zum Adler, zweigeschossiger Satteldachbau, 1583/84 errichtet, 1859 umgestaltet; vergleiche Ensemble | D-7-78-158-13 Wikidata | weitere Bilder                                       |
| Marktplatz 4 (Standort)                                         | Fürstliche Domänenkanzlei                            | Langgestreckter, zweigeschossiger Satteldachbau mit profiliertem Traufgesims, 1583/84 errichtet, im 19. Jahrhundert verändert; vergleiche Ensemble | D-7-78-158-14 Wikidata | Fürstliche Domänenkanzlei                            |
| Marktplatz 5 (Standort)                                         | Ehemaliges Gasthaus zum Adler                        | Jetzt Apotheke, stattlicher, zweigeschossiger Satteldachbau mit Putzdekor, 1583/84 erbaut, Wiederherstellung 1728, Fassadengestaltung und Ausleger um 1800; vergleiche Ensemble | D-7-78-158-15 Wikidata | weitere Bilder                                       |
| Marktplatz 6 (Standort)                                         | Rathaus                                              | Dreigeschossiger, giebelständiger Satteldachbau mit gewölbter Schaufront und geschweiftem Giebel mit Dachreiter, nach Plan von Joseph Meitinger durch Johann Michael Hennevogel errichtet, 1738; vergleiche Ensemble | D-7-78-158-16 Wikidata | weitere Bilder                                       |
| Mühlenweg 21 (Standort)                                         | Fürstlich Fuggersches Wasserpumpwerk an der Flossach | Ein- beziehungsweise zweigeschossiger Bau mit Zeltdach, 1563 errichtet, Umgestaltung im 18. Jahrhundert | D-7-78-158-18 Wikidata | Fürstlich Fuggersches Wasserpumpwerk an der Flossach |
| Poststraße 14 (Standort)                                        | Bauernhaus, Wohnstallbau                             | Zweigeschossiger, traufständiger Satteldachbau mit Giebelprofilen, 1665 | D-7-78-158-19 Wikidata | weitere Bilder                                       |
| Herrenfeld (an der Straße nach Spöck) (Standort)                | Bildstock                                            | Neugotisch, 1897 | D-7-78-158-20 Wikidata | weitere Bilder                                       |

### Derndorf
| Lage                  | Objekt                             | Beschreibung | Akten-Nr.     | Bild           |
| --------------------- | ---------------------------------- | --- | ------------- | -------------- |
| Vitusweg 9 (Standort) | Katholische Filialkirche St. Vitus | Saalbau mit Stichkappentonne und eingezogenem Chor, nördlicher Satteldachturm, im Kern spätgotisch, Erneuerung der Gewölbe durch Johann Merck 1701, Langhauserweiterung durch Michael Rueff 1702; mit Ausstattung | D-7-78-158-21 | weitere Bilder |

### Hasberg
| Lage                     | Objekt                              | Beschreibung | Akten-Nr.              | Bild           |
| ------------------------ | ----------------------------------- | --- | ---------------------- | -------------- |
| Kirchplatz 4 (Standort)  | Katholische Pfarrkirche St. Ottilia | flachgedeckter Saalbau mit eingezogenem Chor unter flacher Stichkappentonne, nördlicher Satteldachturm, Turm 1488, Chor und Langhaus 16./17. Jahrhundert, Umgestaltung durch Ulrich Fendt 1751; mit Ausstattung | D-7-78-158-23          | weitere Bilder |
| Ortsstraße 53 (Standort) | Bildstock                           | pilastergerahtmer Nischenbau, 18. Jahrhundert; im Nordteil des Ortes | D-7-78-158-26 Wikidata | Bildstock      |
| Wasserberg (Standort)    | Bildstock                           | um 1900, Figur 18. Jahrhundert; ca. 1 km westlich des Ortes an der Straße nach Wasserberg | D-7-78-158-27 Wikidata | Bildstock      |

### Spöck
| Lage                          | Objekt           | Beschreibung                                                           | Akten-Nr.              | Bild           |
| ----------------------------- | ---------------- | ---------------------------------------------------------------------- | ---------------------- | -------------- |
| St.-Anna-Straße 17 (Standort) | Kapelle St. Anna | Saalbau mit dreiseitigem Schluss und Dachreiter, 1872; mit Ausstattung | D-7-78-158-28 Wikidata | weitere Bilder |

### Tiefenried
| Lage                         | Objekt                                  | Beschreibung | Akten-Nr.     | Bild           |
| ---------------------------- | --------------------------------------- | --- | ------------- | -------------- |
| Zur Steinplatte 2 (Standort) | Katholische Wallfahrtskirche Maria Hilf | pilastergegliederter, längsovaler Saalbau mit eingezogenem Chor und südlichem Turm mit Zwiebelhaube, 1699, Umgestaltung 1886 und 1953; mit Ausstattung | D-7-78-158-29 | weitere Bilder |

## Abgegangene Baudenkmäler
In diesem Abschnitt sind Objekte aufgeführt, die früher einmal in der Denkmalliste eingetragen waren, jetzt aber nicht mehr existieren, z. B. weil sie abgebrochen wurden. Aktennummern in diesem Abschnitt sind ehemalige, jetzt nicht mehr gültige Aktennummern.

| Lage                               | Objekt     | Beschreibung                                             | Akten-Nr.              | Bild |
| ---------------------------------- | ---------- | -------------------------------------------------------- | ---------------------- | ---- |
| Derndorf Lindenstraße 1 (Standort) | Bauernhaus | Satteldachbau, mit Austragshaus, im Kern 18. Jahrhundert | D-7-78-158-22 Wikidata | BW   |